# 972. grenadirski polk (Wehrmacht)
972. grenadirski polk (izvirno nemško 972. Grenadier-Regiment; kratica 972. GR) je bil pehotni polk Heera v času druge svetovne vojne.

## Zgodovina
Polk je bil ustanovljen novembra 1943 za 364. pehotno divizijo, a so polk še med ustanavljanjem razpustili.